# Paul O'Neill (Curador)

Nasceu em 1970 em Londres onde vive e trabalha.

## Biografia
Paul O’Neill é um curador independente, artista e escritor. A sua prática debruça-se sobre uma abordagem que envolve os sistemas de interpretação que fazem com que o mundo que nos rodeia faça sentido e os impulsos levem à interpretação e a um significado. O seu trabalho explora a experiência de travessia de territórios, movendo-se através das coisas em vez de patrulhar fronteiras. Esta exploração pode alcançar uma série de meios de comunicação, desde projetos curatoriais a obras de arte, a escrita ou a palestras. Paul O’Neill explora a noção do ato de exibir como uma forma de prática artística colaborativa com múltiplos atores e agências a trabalharem juntos.
Foi codiretor do MultiplesX de 1997 a 2002; uma organização que comissaria e suporta exposições de edições de artistas, que criou em 1997 e exibiu em espaços como ICA em Londres; Temple Bar Gallery em Dublin; Ormeau Baths em Belfast; Glassbox em Paris e The Lowry em Manchester.
Entre 2001-03, foi curador da London Print Studio Gallery, onde comissariou grupos de exposições como: Private Views; Frictions; A Timely Place...Or Getting Back to Somewhere; All That is Solid; e projetos a solo como: Being Childish Billy Childish; Phil Collins Reproduction Timewasted; Harrowed: Faisal Abdu’ Allah and Locating: Corban Walker.
Entre 2007-10, foi investigador em Curating and Commissioning Contemporary Art na University of the West of England, em Bristol. Completou o seu doutoramento na Middlesex University, em 2007, onde analisou a emergência do Discurso Curatorial desde o final de 1980. 
Os textos escritos por Paul O. foram publicados em diversos livros, catálogos, jornais e revistas, e é um colaborador regular da revista Art Monthly. É um crítico do jornal Art and the Public Sphere Journal e pertence ao quadro editorial no The Journal of Curatorial Studies. É editor da antologia curatorial, Curating Subjects (2007), e coeditor de Curating and the Educational Turn com Mick Wilson (2010) ambos publicados pela Appel and Open Editions (Amesterdão e Londres), e autor de Locating the Producers: Durational Approaches to Public Art (Amesterdão, Valiz, 2011) editado com Claire Doherty. Recentemente terminou o livro da sua autoria The Culture of Curating, the Curating of Culture(s), publicado pela MIT Press em 2012.

## Projetos
- A Picture That Hangs Upon Your Wall, Irish Museum of Modern Art, Dublin, 1994-95;
- I Love You, Temple Bar Gallery, Dublin, 1995;
- Observation Circulaire; I like reviewing in my car, It’s not much but we get far…, uma performance/instalação colaborativa de Paul O’Neill e Frank Lüsing, Bandit-Mages, Bourges, 1997;
- Inner Art, Fire Station Artists’ Studios, Dublin, 1997;
- After An Incident, exposição a solo de Paul O’Neill, Project Arts Centre, Dublin, 1997;
- Passport Exchange, comissariado por Paul O’Neill e Magdalena Kardasz, Temple Bar Gallery, Dublin, 1997;
- Excess Baggage, Paul O’Neill, em Return to Sender, uma exposição itinerante, 1998;
- Bez Paszportu, comissariado por Paul O’Neill and Magdalena Kardasz, Galeria Zacheta, Warszawa, 1998;
- Multiples X An exhibition of artist's editions, comissariado por Paul O’Neill na London Print Studio Gallery, 1998–2004;
- In Consistency, comissariado por Paul O’Neill, Arthur R. Rose Gallery, London 1999;
- Patrol Station, in Non Place Urban Realm, South London Gallery, London 1999;
- Word of Mouth: What’s The Story?, exposição a solo de Paul O’Neill, Project Arts Centre, Dublin, 1999-2000;
- In Between Paul O’Neill and Ronan McCrea, Temple Bar Gallery, Dublin, 2000;
- In Consistency II, comissariado por Paul O’Neill, Arthouse, Dublin, 2000;
- A Timely Place, Or, Getting Back to Somewhere, comissariado por Paul O’Neill, The London Print Studio Gallery, London, 2001;
- All That Is Solid…, comissariado por Paul O’Neill, London Print Studio Gallery, London, 2001;
- Are We there Yet?, comissariado por Paul O’Neill e David Blamey, Glassbox, Paris, 2001;
- Drawn Out, comissariado por Paul O’Neill, London Print Studio Gallery, London, 2002;
- Neither Here Nor There, comissariado com Martin Denyer, London Print Studio Gallery, London, 2002;
- Here, There, Elsewhere, comissariado por David Blamey, London Print Studio Gallery, London, 2002;
- Private Views, comissariado por Paul O’Neill, London Print Studio Gallery, London, 2002;
- Reproduction. Time Wasted, exposição a solo de Phill Collins, comissariada por Paul O’Neill na London Print Studio Gallery, London, 2002;
- The Promise, de Paul O’Neill, em Typeofgravy, Cell Project Space, London, 2003;
- Coalesce: 2, comissariado por Paul O’Neill e Jaime Gili, Galeria Palma XII Villafranca, Barcelona, 2004;
- Around About Now, exposição a solo de Paul O’Neill, comissariado por Ronan McCrea, Goethe Institute, Dublin, 2003;
- Coalesce The Remix, comissariado por Paul O’Neill, Redux Projects, London, 2005;
- La La Land, comissariado por Paul O’Neill, Project Arts Centre, Dublin, 2005;
- Mingle Mangled, A Critical Curating Party de Paul O’Neill, Cork, 2005;
- Coalesce With All Due Intent, comissariado por Paul O’Neill, Model Arts and Niland Gallery, Sligo, 2004/05;
- General Idea/ Selected Retrospective, comissariado por Paul ONeill e Grant Watson em colaboração com  AA Bronson, Project Gallery, Dublin, 2006;
- Making Do, comissariado por Paul O’Neill, The Lab, Dublin, 2006/07;
- Tape Runs Out, projeto colaborativo entre Mark Hutchinson e Paul O’Neill, Bournemouth, 2006/07;
- Exposição a solo de David Blamey comissariado por Paul O’Neill;
- Poster, Our Day Will Come, Arnolfini (Bristol) e The Royal Academy (London), 2008;
- Coalesce: Happenstance, comissariado por Paul O’Neill, SMART Project Space, Amsterdam, 2009;
- We are Grammar, comissariado por Dave Beech e Paul O’Neill, Pratt Institute, New York, 2011;
- Our Day Will Come, projeto artístico de uma escola  de Paul O’Neill, School of Art, University of Hobart, Tasmania, 2011;
- Last Day, comissariado por Paul O’Neill, Cartel Gallery, London, 2012;
- Curatorial Timeshare, comissariado por Vaari Claffey e Paul O'Neill, Enclave, London, 2012.

## Publicações
- Paul O’Neill - The Culture of Curating and The Curating of Culture(s). Cambridge: MIT Press, MASS, (September) 2012
- Paul O’Neill & Claire Doherty, eds - Locating the Producers: Durational Approaches to Public Art. Amsterdam, Valiz, 2011
- Paul O’Neill & Mick Wilson, eds - Curating and the Educational Turn. London & Amsterdam, Open Editions and De Appel, 2010
- Paul O’Neill - Curating Subjects. London & Amsterdam, Open Editions and De Appel, 2007